# Friuli Aquileia Pinot grigio superiore
Il Friuli Aquileia Pinot Grigio superiore è un vino DOC la cui produzione è consentita nella provincia di Udine.

## Caratteristiche organolettiche
- colore: giallo dorato o ramato.
- odore: caratteristico.
- sapore: asciutto, pieno, armonioso, caratteristico.

## Produzione
Provincia, stagione, volume in ettolitri
- nessun dato disponibile